# Leif Henrik Nilsson
Leif Henrik Nilsson, född 1938 i Arvika, är en svensk målare.
Nilsson studerade konst för Thore Andersson i Arvika samt Skånska målarskolan i Malmö. Separat har han ställt ut på bland annat Galleri Söder i Stockholm, Galleri Gripen i Karlstad NWT:s konsthall i Karlstad och Galleri Heden i Göteborg. Han har bland annat medverkat i samlingsutställningarna Unga tecknare på Nationalmuseum, 14 värmlänningar på Dalarnas museum, Konstfrämjandet i Örebro, Söder om slussen i Stockholm, Arvika konstförening och Värmlands konstförenings Höstsalong på Värmlands museum.
Han har tilldelats Värmlands konstförenings resestipendium 1983. Bland hans offentliga arbeten märks en väggmålning i Bollmora ungdomsgård i Tyresö.
Nilsson är representerad vid Värmlands museum, sjukhus och skolor i och utanför Värmland.